# Airi Suzuki
Pour les articles homonymes, voir Suzuki (homonymie).
Airi Suzuki (鈴木愛理, Suzuki Airi, née le 12 avril 1994 à Gifu, Japon) est une chanteuse de J-pop, mannequin et actrice japonaise. Ancienne idole au sein du Hello! Project, elle fut sélectionnée parmi 27,958 participantes durant l'audition Hello! Project Kids le 30 juin 2002 et commença ses activités d'idole à l'âge de 8 ans.

## Biographie

### (1994-2005) Naissance et début de carrière
Airi Suzuki est née à Gifu, mais déménagea rapidement à Chiba, où elle grandit avec ses parents, les golfeurs professionnels Tōru Suzuki et Kyoko (Maruta) Suzuki. Quelques années plus tard naîtra son petit-frère Takayuki Suzuki.
Passionnée par la musique dès son plus jeune âge, elle choisira d'entrer à l'école UP-FRONT MUSIC SCHOOL en mai 1999 pour prendre des cours de chant et de danse. Elle accompagnera certains artistes japonais comme EE JUMP durant leur prestations à la télévision.
En 2002, elle participe à l'audition Hello! Project Kids avec le titre "Kimochi wa Tsutawaru" de BoA. Avec 14 autres filles, elle fut sélectionnée parmi 27,958 candidates pour commencer sa carrière au sein du Hello! Project. Elle accompagnera de nombreux artistes de l'agence en tournée. Cette même année, elle participera au groupe temporaire 4KIDS, créé pour le film Mini Moni ja Movie: Okashi na Daibōken!, où elle jouera son premier rôle.
Le 12 septembre 2003, le producteur Tsunku♂ annonce la création d'un nouveau groupe : Aa!, formé de la membre des Morning Musume., Reina Tanaka en tant que leader, et de Miyabi Natsuyaki et Airi Suzuki, alors toujours membres des Hello! Project Kids. Leur premier single "FIRST KISS" sort le 29 octobre 2003, et grâce à celui-ci, Airi Suzuki devient la plus jeune membre du Hello! Project à avoir le maximum de lignes solo dans une chanson, à l'âge de 9 ans.
Le 14 janvier 2004, 8 membres des Hello! Project Kids sont sélectionnées pour devenir le nouveau groupe Berryz Kōbō. Le groupe a été créé avec comme concept une rotation des membres du groupe à chaque single, afin qu'elles puissent avoir du temps pour leur scolarité. Cette idée sera rapidement abandonnée et les 7 membres restantes, dont Airi Suzuki, continuaient leurs activités au sein des Hello! Project Kids, en participant aux concerts en tant que danseuses, mais aussi en participant à l'équipe de futsal du Hello! Project.
Le 1er décembre 2004, elle participera au groupe temporaire H.P. All Stars, créé spécialement pour célébrer le 7e anniversaire du Hello! Project. Elle participera également à la face B de leur single All for One and One for All! sorti le 1er décembre 2004, en interprétant "Suki ni Naccha Ikenai Hito" avec Reina Tanaka (Morning Musume.) et Megumi Murakami (Hello! Project Kids).

### (2005-2017) Au sein du Hello! Project
Le 11 juin 2005, lors d'un concert de la chanteuse Abe Natsumi, le producteur Tsunku♂ annonce la création d'un nouveau groupe : ℃-ute, composé des 7 membres restantes des Hello! Project Kids. La membre des Hello! Pro Egg, Kanna Arihara rejoint le groupe en 2006. Elle débuteront en label major en 2007, avec la sortie de leur single "Sakura Chirari".
Le 21 juillet 2007, le groupe Buono! est annoncé, composé de Momoko Tsugunaga (Berryz Kōbō), Miyabi Natsuyaki (Berryz Kōbō) et d'Airi Suzuki. Le groupe est d'abord créé à titre temporaire pour interpréter les génériques du dessin animé Shugo Chara!. Cependant, en raison de sa popularité, le groupe continuera ses activités bien après la fin du dessin animé. Le groupe viendra en France pour un concert exclusif en 2012.
Au sein des deux groupes, Airi Suzuki sortira de nombreux singles, albums, DVDs et livres photos. Elle aura ses propres émissions radio et elle jouera également dans de nombreux films et dramas, comme Gomennasai, Ōsama Game ou encore Piece.
En parallèle de ses activités artistiques, Airi Suzuki continua ses études : en avril 2013, elle annonce commencer son cursus universitaire à l'université Keio, au campus Shonan Fujisawa, au département de l'environnement et de l'information. Elle y étudia les sciences cognitives et effectuera un mémoire sur l'impact des sonorités musicales sur le cerveau. La même année, le groupe ℃-ute aura sa première prestation à l'étranger, en juillet à La Cigale (Paris). Elles se produiront également au Nippon Budōkan.
En 2015, elle devient mannequin exclusif pour le magazine de mode féminin Ray mais aussi égérie pour la marque de kimonos Suzunoya.
En 2016, le groupe ℃-ute annonce sa dissolution. En novembre de la même année, c'est Momoko Tsugunaga, leader des Buono!, qui annonce quitter le Hello! Project et l'industrie du divertissement : le groupe se sépare. Leur ultime concert, intitulé "Buono! Live 2017 ~Pienezza!~", se déroulera le 22 mai 2017 au Yokohama Arena. Les ℃-ute effectueront leur dernier concert le 12 juin 2017 au Saitama Super Arena, après être passées une dernière fois par le Mexique et la France pour voir leur fans étrangers.
Airi Suzuki quant à elle, obtiendra sa licence universitaire en mars 2017 et termina donc ses études. Elle annonça vouloir continuer sa carrière, non pas en tant que chanteuse mais en tant que présentatrice télévisée, lança ses réseaux sociaux officiels et sera transférée à l'agence UP-FRONT Create.

### (Depuis 2018) Sa carrière en tant qu'artiste solo
Le 31 décembre 2017, Airi Suzuki fait une apparition surprise au concert "Hello! Project 20th Anniversary!! Hello! Project COUNT DOWN PARTY 2017 ～GOOD BYE & HELLO～" pour interpréter sa première chanson en tant qu'artiste solo : Mikansei Girl. Elle annonce également la sortie de son premier album. Cela faisait 6 mois qu'elle n'avait rien annoncé concernant ses activités futures. Airi expliquera qu'au moment de la dissolution des ℃-ute, elle ne se sentait pas légitime de continuer à chanter seule, mais les nombreux messages de soutien des fans ainsi que du personnel l'ont poussé à choisir sa véritable voie. Son site officiel est alors créé.
Son premier concert au Nippon Budōkan, "Suzuki Airi 1st live ～Do me a Favor @ Nippon Budōkan～" fut annoncé le 24 janvier 2018.
En mars 2018, les détails de son premier album sont dévoilés sur son site officiel : prévu pour le 6 juin 2018, il s'intitule "Do me a favor", les premières lettres de chaque mot reprenant un message voulant dire "Merci à tous les fans" (どう (D) も (M) ありがとう (A) ファンのみんな (F)). Elle y collaborera avec des artistes comme SCANDAL ou Akai Kōen.
Airi Suzuki continua d'effectuer de nombreux concerts et événements solo. Elle se produira dans des festivals comme ROCK IN JAPAN mais apparaîtra aussi lors de défilés de mode comme TOKYO GIRLS COLLECTION, grâce à sa carrière de mannequin qu'elle continue en parallèle. Elle collaborera d'ailleurs avec des marques comme Samantha Vega, Samantha Thavasa ou encore MIIA pour produire des vêtements, sacs et bijoux.
En mai 2019, son premier single intitulé "Escape" est annoncé pour septembre. Lors du final de sa tournée "Suzuki Airi Hall Tour 2019 "Escape", elle annoncera également sa première prestation au Yokohama Arena pour le 21 avril 2020.
En décembre 2019 sort son deuxième album, "i". Le titre vient de l'idéogramme 愛 (ai; amour), de son prénom, mais également de 私 (watashi, moi), faisant référence au "I" anglais.
En mars 2020, une annonce est publiée sur son site officiel informant les fans de l'annulation de son concert au Yokohama Arena en raison de la pandémie du COVID-19. Durant cette période, elle sortit de nombreux singles digitaux.
En avril 2020 est annoncé le single "DADDY! DADDY! DO!", en collaboration avec Masayuki Suzuki. Celui-ci servira d'opening pour la saison 2 de  l'animé Kaguya-sama: Love is War. il cumule aujourd'hui plus de 52 million de vue sur YouTube 
Le 22 août 2020, elle annonce sa marque de cosmétiques "iDIMPLE".
En juin 2021, elle publie la chanson "Be Brave" qui fait office de générique de fin pour le drama Black Cinderella Sotsugyou-hen diffusé sur ABEMA SPECIAL. Elle y joue également le personnage de Rui, marquant son retour sur le petit écran.
Le 13 octobre 2021, elle se produit au Nippon Budoukan pour la seconde fois de sa carrière solo, lors d'un concert spécial intitulé "Suzuki Airi LIVE 2021 ~26/27~ @Nippon Budoukan". En plus d'y interpréter de nouveaux titres tels que "Egao", elle annonce la sortie de son troisième album à l'horizon 2022.
Ce dernier, intitulé "26/27", sort officiellement le 2 février 2022. Le titre fait cette fois référence à son âge lors des années traversées en tant que chanteuse solo durant la pandémie de COVID-19, période où il a été compliqué pour elle de monter sur scène et de rencontrer ses fans, et où elle a justement sorti de nombreuses chansons présentes sur le disque.
Le 1er juin 2022, elle sort son second single solo, "Heart wa Oteage", qui sert de générique de fin à la troisième saison de l'anime Kaguya-sama: Love Is War.
À partir du 23 juin 2022, elle joue le rôle principal de Umi Shikamori dans la série télévisée ANIMALS diffusée sur Abema. Elle interprète également le générique de la série, "Pink Shadow (ANIMALS Ver.)", qui sort comme single digital le 21 septembre suivant.

## Groupes
Au sein du Hello! Project
- Hello! Project Kids (2002–2017)
- 4KIDS (2002)
- Aa! (2003-2009)
- H.P. All Stars (2004)
- Hello! Project Akagumi (2005)
- °C-ute (2005–2017)
- Wonderful Hearts (2006–2009)
- Buono! (2007-2017)
- Ganbarou Nippon Ai wa Katsu Singers (2011)
- Bekimasu (2011)
- Hello! Project Mobekimasu (2011)
- Dia Lady (2013)
- Maccha-zu. (2013)
- A4 (2016)

## Discographie

### Avec °C-ute
Voir Discographie des ℃-ute

### Avec Buono!
Voir Discographie des Buono!

### Au sein du Hello! Project

#### Singles
| Titre                                                   | Date de sortie    | Artistes                            | Format   |
| ------------------------------------------------------- | ----------------- | ----------------------------------- | -------- |
| Genki Jirushi no Ōmori Song / Okashi Tsukutte Okkasuii! | 27 novembre 2002  | Mini Moni to Takahashi Ai + 4KIDS   | Physique |
| FIRST KISS                                              | 29 octobre 2003   | Aa!                                 | Physique |
| All for One & One for All!                              | 1er décembre 2004 | H.P. All Stars                      | Physique |
| Ai wa Katsu                                             | 22 juin 2011      | Ganbarou Nippon Ai wa Katsu Singers | Physique |
| Makeru na Wasshoi!                                      | 21 décembre 2011  | Bekimasu                            | Physique |
| Busu ni Naranai Tetsugaku                               | 16 novembre 2011  | Hello! Project Mobekimasu           | Physique |
| Lady Mermaid / Eiya-sa! Brother / Kaigan Shisou Danshi  | 7 août 2013       | Dia Lady, Mellowquad, HI-FIN        | Physique |

#### Singles digitaux
| Titre                       | Date de sortie   | Détails                            |
| --------------------------- | ---------------- | ---------------------------------- |
| Seinaru Kane ga Hibiku Yoru | 10 décembre 2010 | Artiste original : Tanpopo         |
| Furusato                    | 16 février 2011  | Artiste original : Morning Musume. |
| Akai Nikkichō               | 30 mars 2011     | Artiste original : Akagumi 4       |

#### Autres chansons
| Titre            | Date de sortie  | Détails                                                                             |
| ---------------- | --------------- | ----------------------------------------------------------------------------------- |
| Yes-Yes-Yes      | 15 juillet 2009 | Disponible sur l'album Chanpuru 1 ~Happy Marriage Song Cover Shū~ du Hello! Project |
| Yume To Genjitsu | 5 novembre 2009 | Disponible sur l'album Petit Best 10 du Hello! Project                              |

### En solo

#### Albums
| Titre         | Date de sortie   |
| ------------- | ---------------- |
| Do me a favor | 6 juin 2018      |
| i             | 18 décembre 2019 |

##### Singles
| Titre                      | Date de sortie   | Format           |
| -------------------------- | ---------------- | ---------------- |
| Escape                     | 4 septembre 2019 | Physique Digital |
| BREAK IT DOWN              | 26 octobre 2019  | Digital          |
| BABY! WE CAN DO IT!        | 28 avril 2020    | Digital          |
| Let the show begin         | 29 mai 2020      | Digital          |
| Kimi ni dake hitomishiri   | 1er août 2020    | Digital          |
| Easy to smile              | 1er août 2020    | Digital          |
| Mayonaka no Merry-Go-Round | 21 décembre 2020 | Digital          |

| Artiste original | Titre                               | Date de sortie | Format           |
| ---------------- | ----------------------------------- | -------------- | ---------------- |
| Masayuki Suzuki  | DADDY! DADDY! DO! feat. Airi Suzuki | 15 avril 2020  | Physique Digital |

#### Autres titres
| Titre                         | Date de sortie   | Détails                                                                                    |
| ----------------------------- | ---------------- | ------------------------------------------------------------------------------------------ |
| Tsūgaku Vector☂               | 17 avril 2007    | Disponible sur l'album 2 Mini ~Ikiru to Iu Chikara~ de °C-ute                              |
| Yes! All my family            | 28 janvier 2009  | Disponible sur l'album 4 Akogare MY STAR de °C-ute                                         |
| "Zanshō Omimai Mōshiagemasu." | 1er juillet 2009 | Disponible sur le single Shochū Omimai Mōshiagemasu de °C-ute                              |
| Aa Koi                        | 24 février 2010  | Disponible sur l'album SHOCKING 5 de °C-ute                                                |
| REMEMBER YOU                  | 19 janvier 2011  | Interprété durant Cutie Musical 「Akuma no tsubuyaki」 ~Akuma de ℃-ute na Seishun Graffiti |
| Chiisana koto                 | 19 janvier 2011  | Interprété durant Cutie Musical 「Akuma no tsubuyaki」 ~Akuma de ℃-ute na Seishun Graffiti |
| my alright sky                | 10 août 2011     | Disponible sur l'album Partenza de Buono!                                                  |
| NO LIVE, NO LIFE              | 9 avril 2018     | Interprété durant Suzuki Airi 1st live ～Do me a favor @ Zepp Tokyo / Nanba Hatch～        |
| Get in the groove             | 25 mai 2019      | Interprété durant Suzuki Airi Hall Tour 2019 'Escape'                                      |
| Kono hoshi no kiseki          | 1er janvier 2021 | Chanson thème de la publicité 2021 de Chiba Ginkô                                          |

## Filmographie

### Films
| Année | Titre                                   | Rôle            |
| ----- | --------------------------------------- | --------------- |
| 2002  | Mini Moni ja Movie: Okashi na Daibōken! | Airin la Fée    |
| 2010  | Keitai Kanojo                           | Erika Kurahashi |
| 2011  | Gomennasai                              | Yuka Hidaka     |
| 2011  | Ōsama Game                              | Ria Iwamura     |
| 2012  | Vampire Stories BROTHERS                | Midori          |

### Dramas
| Année | Titre                        | Rôle             |
| ----- | ---------------------------- | ---------------- |
| 2002  | Liliput Ōkoku                |                  |
| 2008  | Hitmaker Aku Yū Monogatari   | Junko Sakurada   |
| 2012  | Sūgaku♥Joshi Gakuen          | Yuri Uehara      |
| 2012  | Piece                        | Madoka Setouchi  |
| 2014  | Sumo Neko                    | Sasami Matawa    |
| 2014  | Kinkyori Renai ~Season Zero~ | Maika            |
| 2017  | Ueki Hitoshi to nobose mon   | Chiyo Okumura    |
| 2019  | I-Turn                       | Mizuki Yoshimura |

### Programmes TV
| Année       | Titre                | Chaîne   |
| ----------- | -------------------- | -------- |
| 2002-2004   | Hello Kids           | TV Tokyo |
| 2002-2007   | Hello! Morning       | TV Tokyo |
| 2005        | Musume Document 2005 | TV Tokyo |
| 2005-2006   | Musume Dokyu!        | TV Tokyo |
| 2007-2008   | Haromoni             | TV Tokyo |
| 2008        | Yorosen!             | TV Tokyo |
| 2008        | Berikyū!             | TV Tokyo |
| 2009        | Bijo Houdan          | TV Tokyo |
| 2010        | Bijo Gaku            | TV Tokyo |
| 2011-2012   | Hello Pro! Time      | TV Tokyo |
| 2012-2013   | Hello! Satoyama Life | TV Tokyo |
| 2014-2017   | The Girls Live       | TV Tokyo |
| Depuis 2019 | Tokyo GOOD!          | TV Tokyo |

### Publicités
| Année | Publiclité                                                        |
| ----- | ----------------------------------------------------------------- |
| 2009  | PIZZA-LA Club House pizza                                         |
| 2009  | PIZZA-LA France-san Camembert Cheese to Gensen 4-shu Ham no Pizza |
| 2012  | PIZZA-LA Commercial Mozza Italiana                                |
| 2013  | PIZZA-LA Mozza Napoli                                             |
| 2015  | Kimono Suzunoya                                                   |
| 2017  | Chiba Bank                                                        |
| 2019  | Kao Japan "Curel"                                                 |
| 2021  | Chiba Bank                                                        |

## Divers

### Pièces de théâtre et comédies musicales
| Année | Titre                             | Rôle          |
| ----- | --------------------------------- | ------------- |
| 2004  | 34 Choūme no Kiseki ~HERE'S LOVE~ | Susan Walker  |
| 2007  | Neruko wa Cute                    |               |
| 2008  | Keitai Shōsetsuka                 |               |
| 2009  | Ataru mo Hakke!?                  |               |
| 2010  | Akuma no Tsubuyaki                |               |
| 2011  | Sengoku Jietai                    |               |
| 2013  | Sakura no Hanataba                | Saeki Michiru |

### Émissions radio
| Année       | Titre                              |
| ----------- | ---------------------------------- |
| 2008-2009   | ℃-ute Cutie☆Paradise               |
| 2011        | Viva! Paella presents Music Buono! |
| 2011-2013   | Pizza-La presents Cafe Buono!      |
| 2013-2015   | Pizza-La presents Trattoria Buono! |
| 2016-2019   | Airi's Potion                      |
| Depuis 2018 | Suzuki Airi Airimania Radio        |
| Depuis 2020 | #GiriNichi Airi's Potion           |

### DVD solo
| Année | Titre                                       |
| ----- | ------------------------------------------- |
| 2008  | Suzuki Airi Photobook "CLEAR" Making DVD    |
| 2008  | ℃-ute Suzuki Airi in Okinawa AIRI'S CLASSIC |
| 2009  | Suzuki Airi Pure Blue                       |
| 2010  | Natsuyasumi                                 |
| 2011  | Kibun Tenkan                                |
| 2011  | Natsu Karada                                |
| 2012  | Koko ga suki                                |
| 2013  | Watashi no ∮Key wo shittemasu ka            |
| 2014  | Singapore                                   |

### Photobooks
| Année | Titre                                           | Éditeur                     |
| ----- | ----------------------------------------------- | --------------------------- |
| 2007  | Airi                                            | Wanibooks                   |
| 2007  | CLEAR                                           | Kadokawa Group Publishing   |
| 2008  | Rokugatsu no Kajitsu                            | Wanibooks                   |
| 2009  | Ao Iro                                          | Wanibooks                   |
| 2010  | Tōkōbi                                          | Wanibooks                   |
| 2011  | Meguru Haru                                     | Wanibooks                   |
| 2011  | OASIS                                           | Wanibooks                   |
| 2012  | Kono Kaze ga Suki                               | Wanibooks                   |
| 2012  | Perfect Book "Airi-aL"                          | Wanibooks                   |
| 2013  | Suzuki Airi Complete Works 2010-2013 "Sotsugyō" | Wanibooks                   |
| 2013  | Oyoganai Natsu                                  | Wanibooks                   |
| 2014  | Kyōmei                                          | Wanibooks                   |
| 2014  | Style book "Airi-sT"                            | Wanibooks                   |
| 2017  | Suzuki Airi Complete Works 2010-2017 "Eien"     | Wanibooks                   |
| 2017  | Adult style book "Airi Mania"                   | Shufunotomo Seikatsu Series |

### Photobooks en collaboration
| Date | Titre                                         | Éditeur              |
| ---- | --------------------------------------------- | -------------------- |
| 2013 | Eita x Suzuki Airi Eita Produce Magic Make-up | bea's up Beauty Book |

### Photobooks digitaux
| Date | Titre                             |
| ---- | --------------------------------- |
| 2010 | Suzuki Airi Alo-Hello ℃-ute       |
| 2012 | Suzuki Airi cutest                |
| 2012 | Koisuru Otome                     |
| 2012 | Iris ~Airis~                      |
| 2012 | Suzuki Airi Alo Hello! ℃-ute 2012 |